# Festivals de jazz manouche

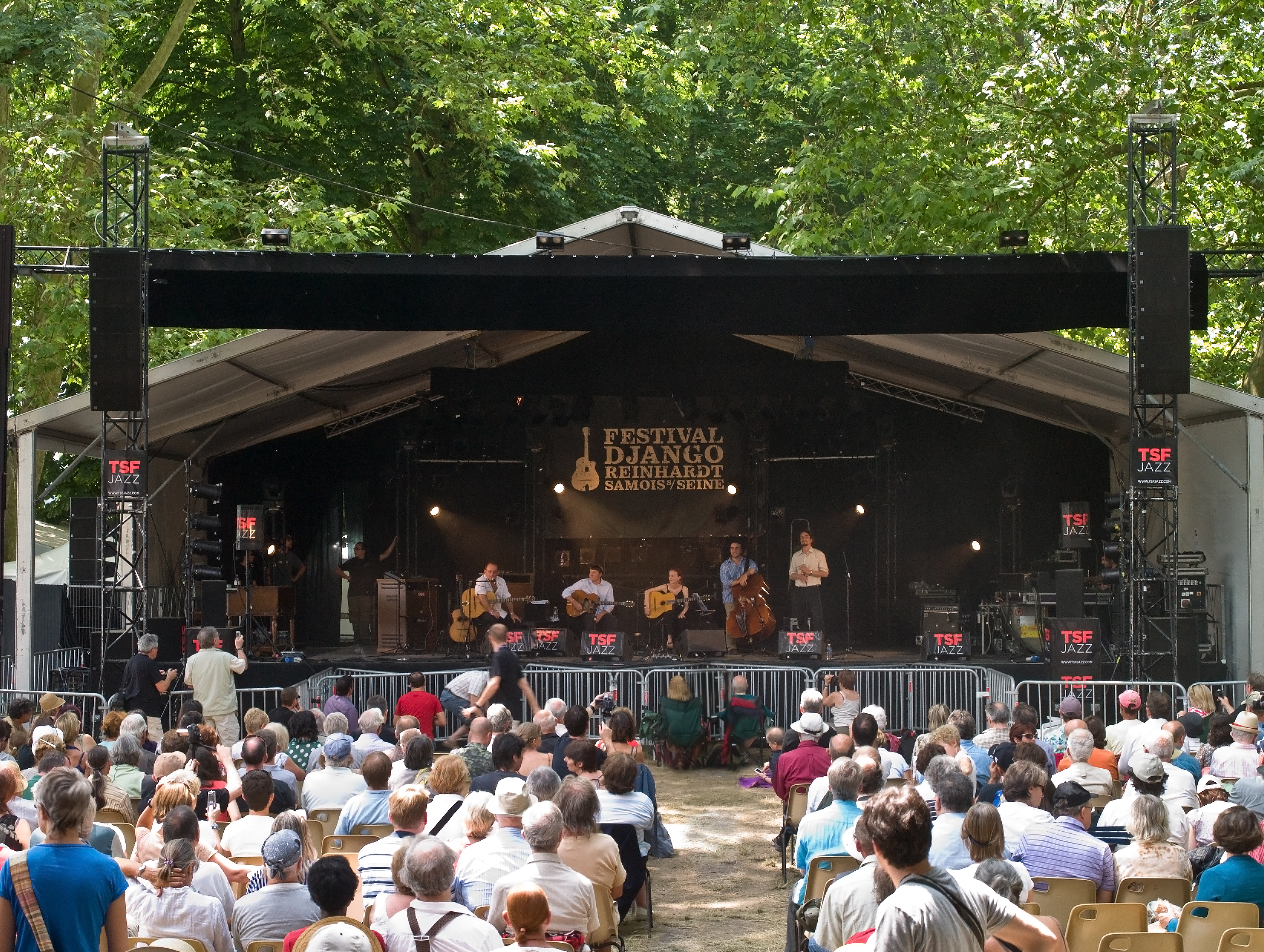
30e Festival Django Reinhardt à Samois-sur-Seine (2009). Sur scène : Kamlo Qintet

De nombreux festivals font aujourd'hui référence au jazz manouche et à son initiateur, le guitariste  Django Reinhardt.

## France
- Le Festival Django Reinhardt se tient le premier week-end de juillet dans le parc du château de Fontainebleau, en Seine-et-Marne (France). En marge du festival, les spectateurs peuvent également aller se recueillir sur la tombe de Django Reinhardt distante de quelques kilomètres, à Samois-sur-Seine.
- Le festival Swing en Sologne, anciennement Swing41[1], a lieu depuis 2002 à Salbris (Loir-et-Cher), ville où Django s'était marié pour la seconde fois en 1943. Il se tient chaque année au début du mois de juin, sur les bords de la Sauldre.
- Le Gypsy Swing Festival[2] : créé en 1992 à Angers, il est devenu, au fil du temps, le festival international des musiques tziganes. Il a lieu chaque année au mois de mai.
- Le Festival Jazz Manouche de Zillisheim (Haut-Rhin)[3] a été créé en 2012 en hommage au guitariste alsacien Mito Loeffler, disparu en 2011. Il a lieu chaque année le deuxième week-end du mois de juin.
- Le Festival des Puces de Saint-Ouen[4], rebaptisé Festival Didier Lockwood depuis le décès de ce dernier, son 
cofondateur, en février 2018[5] : depuis 2004, cette manifestation entièrement gratuite née de la passion de Didier Lockwood et Serge Malik pour le jazz manouche ranime la tradition d’une époque où guitaristes et accordéonistes gitans jouaient dans les bistrots, les brocantes et les rues. Marque de fabrique du festival, la « tournée des bars » permet de côtoyer les plus grands musiciens. Enraciné sur le site des Puces de Saint-Ouen, le festival a accueilli plus de 200 000 visiteurs depuis sa création[6]. S'étalant sur tout un week-end du mois de juin, des dîners-spectacles ont lieu dès le vendredi soir, des orchestres s'installent sur les places tandis que des découvertes, un concours de jeunes talents et des expositions complètent la fête qui se termine par un grand bal swing le dimanche soir[7].
- Le Jazz Festival Forbach : la communauté tsigane, très présente à Forbach, dans la Moselle, organise depuis 2018 un festival de musique manouche dans une région qui n’en comptait pas[8],[9].
- Le Go! Django Festival : premier festival consacré à Django Reinhardt dans le département de l’Ain, il est né en 2022 de la rencontre d'un restaurateur et de Sébastien Félix, guitariste de jazz manouche[10],[11].

## Belgique
- Le Festival international Django Reinhardt de Liberchies, lancé en 1963 et devenu en 2003 le festival Django à Liberchies[12], est organisé chaque année en mai dans le village natal du guitariste, dans la commune de Pont-à-Celles.

- Djangofolllies[13] est un festival de jazz qui se déroule tous les ans simultanément dans plusieurs villes de Belgique (Bruxelles, Namur, Gand, Charleroi, Gouvy, Anvers, Lessines, Zottegem, Dranouter, La Louvière, Grimbergen, Zolder, Meise, Humbeek, Leopoldsburg, Ruiselede, etc.)

## Allemagne
- Festival Django Reinhardt à Hildesheim[14]
- Django Reinhardt Memorial à Augsbourg[15]
- Django Reinhardt Festival Düsseldorf[16]

## Italie
Manouche Django Jazz Festival à Turin

## Québec
- Festival Django de Montréal. https://clubdjangoquebec.org/

## États-Unis
- Le DjangoFest (en)[18] est une série de festivals américains : DjangoFest Northwest à Whidbey Island (comté d'Island), DjangoFest San Francisco à Mill Valley, DjangoFest Los Angeles à Laguna Beach, et DjangoFest Colorado à Crested Butte
- The Django Reinhardt NY Festival[19] : depuis 2000, ce festival se déroule chaque année au Birdland, célèbre club de jazz new-yorkais
- Django in June[20] : chaque année, 5 jours de festival à Northampton (Massachusetts)